# Campionati europei di sollevamento pesi 2025 - 59 kg femminile
Le gare di sollevamento pesi della categoria fino a 59 kg femminile — pesi leggeri — dei campionati europei del 2025 si sono svolte il 15 aprile 2025 a Chișinău presso la Chișinău Arena.

## Programma
L'orario indicato corrisponde a quello moldavo (UTC+03:00)
| Data           | Orario | Evento   |
| -------------- | ------ | -------- |
| 15 aprile 2025 | 13:00  | Gruppo B |
| 15 aprile 2025 | 19:00  | Gruppo A |

## Medagliate
Per ciascun esercizio, le prime tre classificate sono le seguenti:
| Esercizio | Oro              | Oro    | Argento         | Argento | Bronzo          | Bronzo |
| --------- | ---------------- | ------ | --------------- | ------- | --------------- | ------ |
| Strappo   | Nina Sterckx     | 94 kg  | Andreea Cotruța | 94 kg   | Rebeka Ibrahima | 93 kg  |
| Slancio   | Saara Retulainen | 115 kg | Andreea Cotruța | 114 kg  | Nina Sterckx    | 113 kg |
| Totale    | Andreea Cotruța  | 208 kg | Nina Sterckx    | 207 kg  | Rebeka Ibrahima | 206 kg |

## Record
Prima di questa competizione, i record mondiali ed europei esistenti erano i seguenti:
| Record mondiale | Strappo | Kim Il-gyong   | 111 kg | Hangzhou, Cina    | 2 ottobre 2023  |
| Record mondiale | Slancio | Kim Il-gyong   | 141 kg | Manama, Bahrein   | 9 dicembre 2024 |
| Record mondiale | Totale  | Kim Il-gyong   | 249 kg | Manama, Bahrein   | 9 dicembre 2024 |
| Record europeo  | Strappo | Kamila Konotop | 107 kg | Bucarest, Romania | 27 luglio 2023  |
| Record europeo  | Slancio | Kamila Konotop | 130 kg | Bucarest, Romania | 27 luglio 2023  |
| Record europeo  | Totale  | Kamila Konotop | 237 kg | Bucarest, Romania | 27 luglio 2023  |

## Risultati
| Pos. | Atleta                      | Gr. | Peso atleta | Strappo (kg) | Strappo (kg) | Strappo (kg) | Strappo (kg) | Slancio (kg) | Slancio (kg) | Slancio (kg) | Slancio (kg) | Totale   |
| Pos. | Atleta                      | Gr. | Peso atleta | 1            | 2            | 3            | Pos.         | 1            | 2            | 3            | Pos.         | Totale   |
| ---- | --------------------------- | --- | ----------- | ------------ | ------------ | ------------ | ------------ | ------------ | ------------ | ------------ | ------------ | -------- |
|      | Andreea Cotruţa (ROU)       | A   | 58.85       | 91           | 94           | 97           |              | 114          | 118          | 120          |              | 208      |
|      | Nina Sterckx (BEL)          | A   | 58.80       | 94           | 97           | 97           |              | 113          | 117          | 120          |              | 207      |
|      | Rebeka Ibrahima (LAT)       | A   | 58.80       | 88           | 91           | 93           |              | 105          | 108          | 113          | 4            | 206      |
| 4    | Kaciarjna Jakušava (AIN)    | A   | 58.90       | 85           | 89           | 91           | 6            | 105          | 107          | 110          | 5            | 199      |
| 5    | Kaciarjna Cimašenka (AIN)   | A   | 58.80       | 85           | 88           | 90           | 7            | 105          | 108          | 112          | 6            | 196      |
| 6    | Greta De Riso (ITA)         | A   | 58.95       | 85           | 89           | 91           | 5            | 106          | 106          | 113          | 9            | 195      |
| 7    | Maelyn Michel (FRA)         | A   | 58.80       | 89           | 92           | 92           | 4            | 106          | 106          | 106          | 10           | 195      |
| 8    | Maria Kardara (GRE)         | A   | 58.80       | 85           | 88           | 91           | 8            | 100          | 105          | 107          | 7            | 195      |
| 9    | Jessica Gordon Brown (GBR)  | B   | 58.60       | 85           | 85           | 90           | 9            | 106          | 110          | 110          | 8            | 191      |
| 10   | Laura García Rincon (ESP)   | B   | 58.55       | 84           | 86           | 87           | 10           | 104          | 104          | 107          | 11           | 188      |
| 11   | Annelien Vandenabeele (BEL) | B   | 58.60       | 80           | 82           | 84           | 12           | 98           | 101          | 103          | 12           | 185      |
| 12   | Moa Henriksson (SWE)        | B   | 58.70       | 81           | 81           | 83           | 13           | 97           | 100          | 102          | 15           | 181      |
| 13   | Irene Martínez (ESP)        | B   | 58.65       | 83           | 83           | 83           | 11           | 97           | 100          | 100          | 17           | 180      |
| 14   | Rita Gomez (POR)            | B   | 57.90       | 80           | 80           | 80           | 15           | 96           | 100          | 103          | 14           | 180      |
| 15   | Þuríður Helgadóttir (ISL)   | B   | 58.95       | 76           | 77           | 77           | 18           | 99           | 102          | 105          | 13           | 179      |
| 16   | Siri Sytela (FIN)           | B   | 58.95       | 75           | 75           | 77           | 17           | 95           | 98           | 101          | 16           | 175      |
| 17   | Zuzanna Polka (POL)         | B   | 56.45       | 77           | 77           | 79           | 16           | 92           | 92           | 95           | 18           | 171      |
| 18   | Maria Mitioglo (MDA)        | B   | 58.80       | 76           | 79           | 79           | 19           | 86           | 90           | 94           | 19           | 166      |
| 19   | Niamh Murray (IRL)          | B   | 57.85       | 63           | 65           | 67           | 20           | 86           | 86           | 90           | 20           | 166      |
| —    | Saara Retulainen (FIN)      | A   | 58.80       | 92           | 92           | 92           | —            | 114          | 115          | 115          |              | —        |
| —    | Scheilla Meister (SUI)      | B   | 58.30       | 81           | 81           | 81           | 14           | 101          | 101          | 101          | —            | —        |
| —    | Lucrezia Magistris (ITA)    | A   | ritirata    | ritirata     | ritirata     | ritirata     | ritirata     | ritirata     | ritirata     | ritirata     | ritirata     | ritirata |